# Cincinnati Bengals 2004
La stagione 2004 dei Cincinnati Bengals è stata la 36ª della franchigia nella National Football League, la 39ª complessiva. La squadra iniziò a focalizzarsi sul futuro, scambiato il running back All-Pro Corey Dillon con i New England Patriots. Il nuovo titolare del ruolo fu Rudi Johnson. A Carson Palmer fu assegnato il ruolo di quarterback titolare. I giovani Bengals inizialmente faticarono, perdendo cinque delle prime sette gare. Con il procedere della stagione però le cose migliorarono, riuscendo ad arrivare a un record di 6-6 prima che Palmer si infortunasse. Con due vittorie nelle ultime due gare la squadra terminò per il secondo anno consecutivo con un bilancio di 8-8. Rudi Johnson chiuse sesto nella NFL con 1.454 yard corse, dando ai tifosi dei Bengals speranze per il futuro.
In questa stagione vi fu la prima apparizione dei Bengals nel Monday Night Football dal 1992, una vittoria contro i Denver Broncos il 25 ottobre.

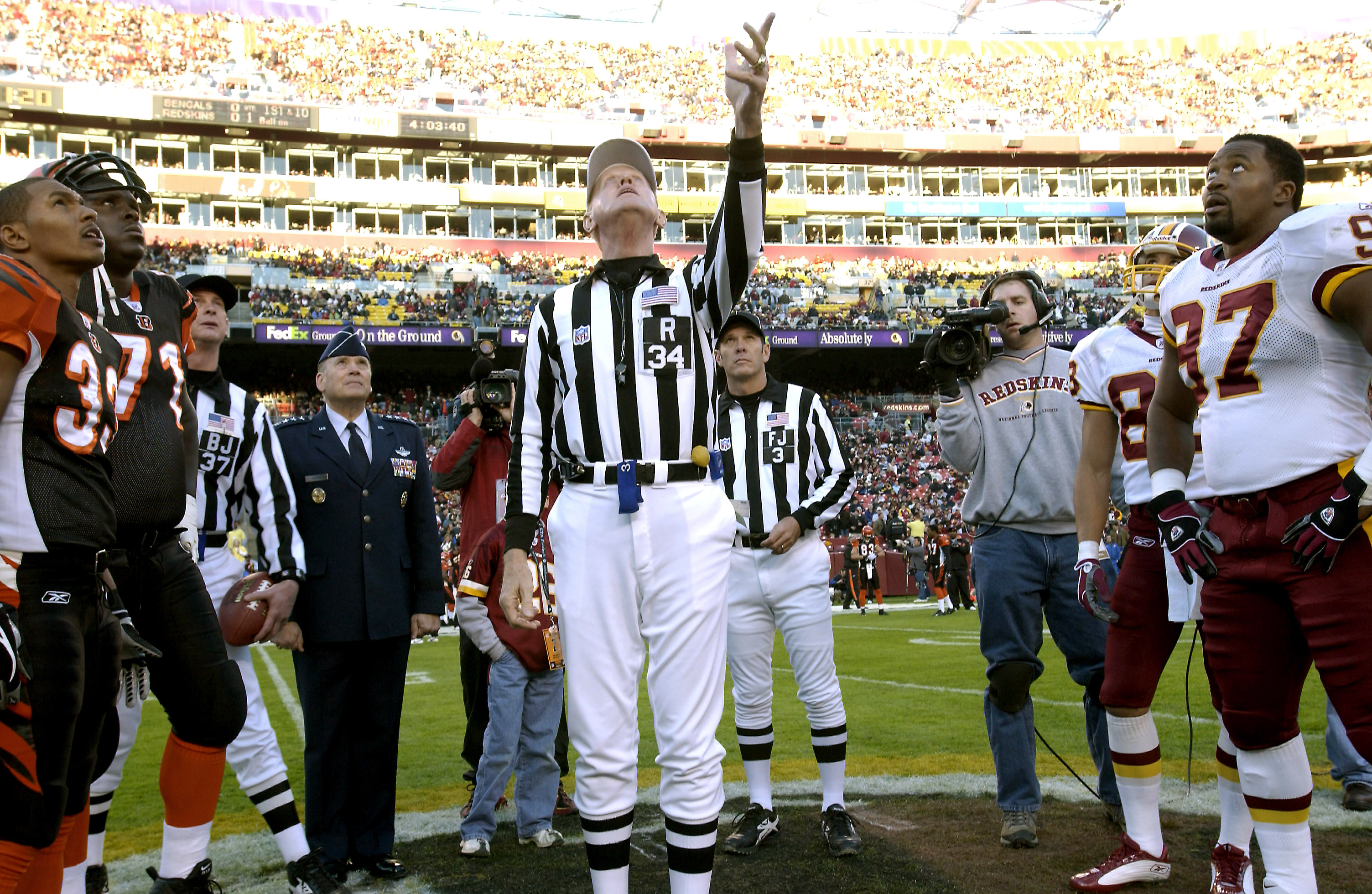
Cincinnati contro Washington nella settimana 10 del 2004

## Roster
| Roster dei Cincinnati Bengals nel 2004 |
| --- |
| Quarterback - 4 Casey Bramlet - 3 Jon Kitna - 9 Carson Palmer Running Back - 32 Rudi Johnson - 31 Jeremi Johnson FB - 33 Kenny Watson - 35 Quincy Wilson Wide Receiver - 18 Matt Cherry - 84 T.J. Houshmandzadeh - 85 Chad Johnson - 88 Cliff Russell - 83 Kevin Walter - 87 Kelley Washington Tight End - 82 Reggie Kelly - 89 Matt Schobel - 86 Tony Stewart Offensive Linemen - 71 Willie Anderson T - 79 Stacy Andrews T - 67 Jerry Fontenot C - 76 Levi Jones T - 75 Scott Kooistra G - 61 Pete Lougheed T - 50 Larry Moore G/C - 65 Eric Steinbach G - 62 Alex Sulfsted T - 63 Bobbie Williams G Defensive Linemen - 92 Duane Clemons DE - 91 Robert Geathers DE - 98 Terrance Martin DT - 72 Carl Powell DE - 93 Greg Scott DT - 90 Justin Smith DE - 99 Shaun Smith DT - 97 John Thornton DT Linebacker - 51 Kevin Hardy OLB - 59 Landon Johnson MLB - 58 Caleb Miller MLB - 56 Brian Simmons OLB - 95 Larry Stevens OLB - 55 Marcus Wilkins OLB Defensive Back - 45 Rogers Beckett SS - 22 Kim Herring SS - 20 Tory James CB - 34 Kevin Kaesviharn FS - 42 Anthony Mitchell SS - 37 Reggie Myles CB - 24 Deltha O'Neal CB - 25 Keiwan Ratliff CB/PR - 30 Terrell Roberts CB - 40 Madieu Williams FS Special Team - 17 Shayne Graham K - 19 Kyle Larson P - 48 Brad St. Louis LS/TE Lista delle riserve - 53 Khalid Abdullah LB (IR) - 96 Matthias Askew DT (IR) - 21 Rashad Bauman CB (IR) - 74 Rich Braham C (IR) - 27 Greg Brooks CB (IR) - 55 Frank Chamberlin LB (IR) - 95 LaDairis Jackson LB (IR) - 73 Belton Johnson OT (IR) - 42 Ricot Joseph S (IR) - 60 Langston Moore DT (IR) - 26 Chris Perry RB (IR) - 10 Kyle Richardson P (IR) - 80 Peter Warrick WR (IR) - 23 Dennis Weathersby CB (NF-Inj.) - 52 Nate Webster LB (IR) - 94 Tony Williams DT (IR) Squadra di allenamento - 57 Allen Augustin LB - 11 Jeremiah Cockheran WR - 70 Derrick Crawford DE - 38 Doug Easlick FB - 49 Ronnie Ghent TE - 81 Freddie Milons WR - 29 Brandon Williams CB |
| Legenda - I rookie sono in corsivo. - Il primo ruolo è il principale mentre gli eventuali successivi indicano i ruoli secondari. - (IR) sta per Injured Reserve ed indica la lista ristretta per un solo giocatore infortunato che può tornare ad allenarsi dopo la settimana 6 e a rientrare in prima squadra dopo che questa ha giocato 8 partite. - (NF-Inj.) / (NF-Ill.) stanno rispettivamente per Non-Football Injured e Non-Football Illness ed indicano le liste dove viene inserito un giocatore che ha un infortunio o una malattia non dipendente dal football americano. - (PUP) sta per Physically Unable to Perform ed indica la lista dove viene inserito un giocatore mentre è in attesa di recuperare la condizione fisica. Nella stagione regolare dopo la sesta partita giocata dalla propria squadra, il giocatore ha tempo tre settimane per riprendere ad allenarsi, più tre settimane aggiuntive dal suo rientro agli allenamenti per rientrare in prima squadra. |

## Calendario
| Stagione regolare |                    |                         |                    |                    |                          |                    |
| Turno             | Data               | Avversario              | Risultato          | Record             | Pubblico                 | Sintesi            |
| 1                 | 12 settembre       | at New York Jets        | S 24–31            | 0–1                | Giants Stadium           | Recap              |
| 2                 | 19 settembre       | Miami Dolphins          | V 16–13            | 1–1                | Paul Brown Stadium       | Recap              |
| 3                 | 26 settembre       | Baltimore Ravens        | S 9–23             | 1–2                | Paul Brown Stadium       | Recap              |
| 4                 | 3 ottobre          | at Pittsburgh Steelers  | S 17–28            | 1–3                | Heinz Field              | Recap              |
| 5                 | Settimana di pausa | Settimana di pausa      | Settimana di pausa | Settimana di pausa | Settimana di pausa       | Settimana di pausa |
| 6                 | 17 ottobre         | at Cleveland Browns     | S 17–34            | 1–4                | Cleveland Browns Stadium | Recap              |
| 7                 | 25 ottobre         | Denver Broncos          | V 23–10            | 2–4                | Paul Brown Stadium       | Recap              |
| 8                 | 31 ottobre         | at Tennessee Titans     | S 20–27            | 2–5                | The Coliseum             | Recap              |
| 9                 | 7 novembre         | Dallas Cowboys          | V 26–3             | 3–5                | Paul Brown Stadium       | Recap              |
| 10                | 14 novembre        | at Washington Redskins  | V 17–10            | 4–5                | FedEx Field              | Recap              |
| 11                | 21 novembre        | Pittsburgh Steelers     | S 14–19            | 4–6                | Paul Brown Stadium       | Recap              |
| 12                | 28 novembre        | Cleveland Browns        | V 58–48            | 5–6                | Paul Brown Stadium       | Recap              |
| 13                | 5 dicembre         | at Baltimore Ravens     | V 27–26            | 6–6                | M&T Bank Stadium         | Recap              |
| 14                | 12 dicembre        | at New England Patriots | S 28–35            | 6–7                | Gillette Stadium         | Recap              |
| 15                | 19 dicembre        | Buffalo Bills           | S 17–33            | 6–8                | Paul Brown Stadium       | Recap              |
| 16                | 26 dicembre        | New York Giants         | V 23–22            | 7–8                | Paul Brown Stadium       | Recap              |
| 17                | 2 gennaio          | at Philadelphia Eagles  | V 38–10            | 8–8                | Lincoln Financial Field  | Recap              |

## Classifiche
| AFC Central Division    |    |    |   |      |     |      |     |     |     |
|                         | V  | S  | P | %    | DIV | CONF | PF  | PS  | STR |
| (1) Pittsburgh Steelers | 15 | 1  | 0 | .938 | 5–1 | 11–1 | 372 | 251 | V14 |
| Baltimore Ravens        | 9  | 7  | 0 | .563 | 3–3 | 6–6  | 317 | 268 | V1  |
| Cincinnati Bengals      | 8  | 8  | 0 | .500 | 4–2 | 4–8  | 374 | 372 | V2  |
| Cleveland Browns        | 4  | 12 | 0 | .250 | 1–5 | 3–9  | 276 | 390 | V1  |